# ابن بكر
هجرة ابن بكر هي قرية سعودية تقع في منطقة الحدود الشمالية.

## الموقع الجغرافي
- تقع هذه الهجرة، شمال المملكة العربية السعودية على الطريق الدولي الشمالي والذي يربط عرعر بحزم الجلاميد وتبعد عن مدينة عرعر 40 كيلو متر إلى جهة الغرب و 60 كيلو متر عن مدينة حزم الجلاميد إلى جهة الشرق.

## محتوياتها
تحتوي هجرة ابن بكر على مخططين الأول وهو القديم ويبعد مسافة 12 كيلا عن الطريق وفيه عدة بيوت وبئر ماء ومبنى المدرسة الابتدائية للبنين والطريق اليه معبد، والمخطط الجديد الذي يمر به الطريق الدولية ويتميز موقعه بمساحة جغرافية كبيرة تمتد إلى خمسة وعشرين الف كيلو متر مربع كما يتميز بعدد من المزايا حيث توجد به جميع الخدمات المتوفرة وتوجد بها كافة الخدمات الحكومية من كهرباء وطرق وشبكة مياة وانارة الشوارع الأراضي فيه حكومية، واخذت هجرة مناحي ابن بكر بالنمو والازدهار خصوصا بعد مشروع «شركة معادن» فوسفات حزم الجلاميد ومشروع سكة الحديد بحزم الجلاميد والذي سيخدم اهلي هجرة ابن بكر وقد اثبتت الدراسات السكنية الخاصة بمنطقة الحدود الشمالية زحف سكاني إلى غرب مدينة عرعر وإلى هجرة ابن بكر ونتج عن ذلك ارتفاع كبير في أسعار الأراضي والمحلات التجارية بسبب موقعها الاستراتيجي.

## تتميز
تتميز بوجود المراعي وكثرة صيد الطيور كون الطيور بها في موسم هجرتها.